# 潘坎區

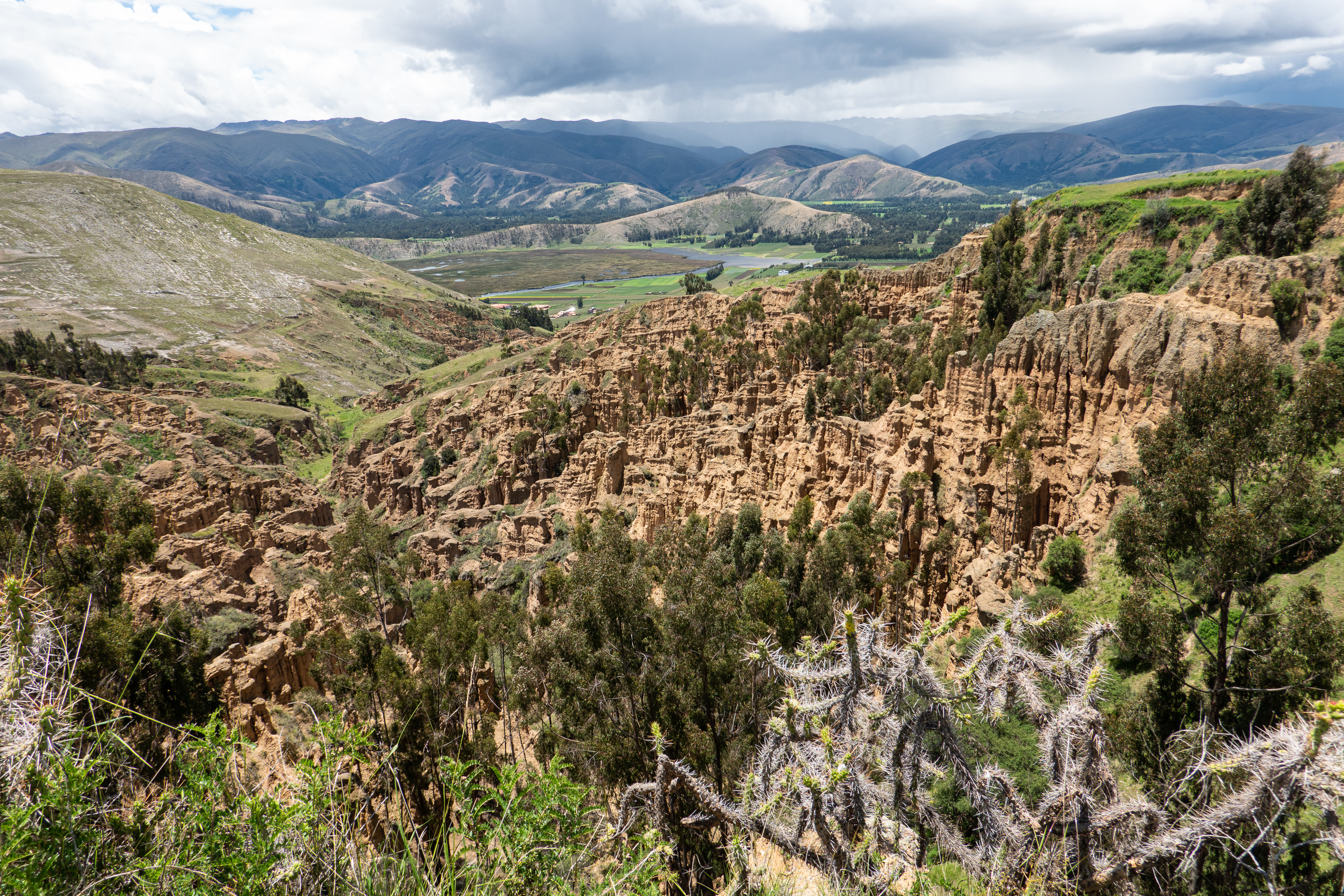
潘坎区的峡谷

潘坎區（西班牙語：Distrito de Pancán），是秘魯的一個區，位於該國中部胡寧大區的豪哈省，始建於1956年1月26日，面積10.89平方公里，海拔高度3,400米，2005年人口1,647，人口密度每平方公里150人。